# Fernando Santi
Fernando Santi (Parma, 13 novembre 1902 – Parma, 15 settembre 1969) è stato un sindacalista e politico italiano.
Fu un sindacalista riformista sebbene la sua formazione sia avvenuta in una delle realtà più feconde del sindacalismo rivoluzionario. Segretario dei tranvieri di Torino e della Camera del lavoro di Milano fu anche segretario nazionale della federazione giovanile socialista schierata con Filippo Turati e Matteotti. Per lungo tempo fu leader della componente socialista della CGIL dal 1947 al 1965. 

## Biografia
Nacque a Parma nella frazione di Golese,da Eugenio Santi e Clementina Bambozzi il 13 novembre 1902. A cavallo tra il XIX e il XX secolo si diffusero capillarmente gli ideali socialisti che condussero alla formazione di numerose società di mutuo soccorso di leghe e cooperative. Eugenio Santi vi partecipò direttamente contribuendo a costruire una delle prime roccaforti del movimento socialista italiano. In quegli anni il movimento operaio italiano tentò di creare un collegamento diretto tra azione, politica e rivendicazioni sindacali abbandonando le posizioni originariamente egemoni di ispirazione bakuniani, in generale contrarie a qualunque forma di legittimazione degli istituti tipici delle democrazie borghesi e a qualsiasi ipotesi di collaborazione di classe. 
Santi affermò di ispirarsi a uomini di azione come Andrea Costa, Nullo Baldini, Camillo Prampolini. 

### Le lotte sociali nel parmense all’inizio del XX secolo.
Fin dall’inizio della sua attività politica Santi militò nelle file del socialismo riformista con una serrata critica al gradualismo e al determinismo riformista, esaltando però, l’azione diretta, il mito soreliano dello sciopero generale e acquisendo grande fascino tra i lavoratori agricoli.
Alla testa del movimento sindacalista- rivoluzionario si pongono importanti intellettuali: Antonio Labriola, Leone,  Francesco Merlino, Alceste de Ambris. 
Nel 1917 Santi si iscrisse al PSI e cominciò a lavorare presso la Federazione delle cooperative di Parma; la sezione giovani non esisteva più quindi lui si iscrisse direttamente a quella degli adulti. Sarà lui a fondare un circolo giovanile socialista concretizzando l’attività politica in comizi tenuti in piccoli comuni della provincia e nella distribuzione "Dell'avanguardia". Nel 1919 fu eletto segretario del circolo giovanile socialista della cooperativa di consumo di Parma e nel 1920 venne nominato alla guida della federazione provinciale giovanile socialista; cominciò a lavorare con la carica di vice segretario presso la Camera del Lavoro di via Imbriani guidata da Simonini. In quei mesi si verificò un conflitto insanabile tra fazione comunista e la corrente riformista guidata da Turati accusata dai primi di mancato sostegno verso il movimento dei consigli di fabbrica. Santi si riconosce nella corrente di Turati nonostante la ammirazione per Lenin e i soviet. 
Nel gennaio del 1921 si tiene il XVII Congresso del Partito Socialista Italiano durante e al termine del quale avvengono due fondazioni:  una a Fiesole dove nacque la federazione giovanile socialista e il 21 gennaio la fondazione ufficiale del Partito Comunista Italiano, sezione italiana della Terza internazionale.

### L'affermarsi del Fascismo e la crisi del movimento operaio.
Nel 1921 lo scenario politico apparve profondamente diverso rispetto al biennio precedente; infatti, i rapporti di forza tra gli attori politici e sociali subirono cambiamenti alla luce anche del fallimento dell’occupazione delle fabbriche e delle durissime polemiche tra i vari componenti del movimento operaio. Il Fascismo si affermò e ottenne il sostegno e la simpatia delle élite economiche, componenti che fino a quel momento avevano appoggiato i liberali e Giolitti; nel contempo le organizzazioni sindacali e politiche sembrarono non in grado di porre un argine alle metodiche violenze fisiche delle squadracce. Il Partito Socialista Italiano continuò a percorrere la strada semi-rivoluzionaria e del semi-riformismo che di fatto ne limitò la capacità di incidere sulla situazione politica. Fu in questo contesto che Santi si dedicò all'opera della riorganizzazione e nella ricostruzione della federazione giovanile socialista che, in pochi mesi, tornò a contare centinaia di circoli e quasi ventimila iscritti. Ciò lo indusse a viaggiare e a stringere rapporti con numerosi giovani militanti del partito e ciò gli permise di creare una rete di contatti che cercherà di mantenere in vita e di mettere a frutto.
Mentre l’Italia capitolò al fascismo, Parma riuscì apporre una forte resistenza; l'assedio dei fascisti si protrasse sino alla notte tra il 5-6 agosto. Anche Santi fu presente alle barricate erette nella zona di Borgo del Naviglio e redisse una cronaca di quelle giornate per conto dell'Avanti. L'episodio, sottolineato da Santi stesso, non fu un atto insurrezionale ma una legittima reazione popolare. 
Il giovane militante socialista svolse il servizio militare a Padova e quindi non partecipò direttamente al Congresso di Roma da cui nacquero due importanti conseguenze: il Partito Socialista Unitario (1922) e la rottura del patto di alleanza e di collaborazione tra il PSI e il Confederazione Generale del Lavoro.
Il 28 ottobre si concretizzò la famosa Marcia su Roma; Benito Mussolini ottenne la fiducia della Camera due giorni più tardi. 
A partire dall'autunno le spedizioni punitive ripresero in grande stile e anche Santi subì un vero e proprio attentato, perciò fu costretto a riparare a Torino dove venne chiamato a dirigere il locale sindacato dei tranvieri e continuò a svolgere attività politica tra le file del PSU. 
Nel 1925 si trasferì a Milano dove assunse la carica di segretario provinciale del PSU e dove ebbe la possibilità di conoscere Filippo Turati, Oddino Morgari e Claudio Treves e diventare loro amico. 
Il PSU venne soppresso e Santi continuò ad essere sorvegliato dalla polizia. Lavorando come agente di commercio per una ditta di profumi e saponi, sua copertura, riuscì a mantenere vivi rapporti e personali e politici. Nonostante le difficoltà non abbandonò la lotta politica e collaborò con il gruppo clandestino dell'antifascismo milanese non comunista entrando così in contatto con Ferruccio Parri, Nello Rosselli, Ernesto Rossi, Albini.
Successivamente alla fuga di Turati, Parri e Rosselli vennero arrestati, ma l'organizzazione cospirativa, costituitosi a Milano, continuò la propria opera di opposizione al regime mussoliniano. La piccola rete di solidarietà di cui Santi faceva parte ottenne qualche parziale successo nella sua testarda lotta contro il regime.  Fu negli anni Trenta però che l’attività politica di Santi si affievolì tentando di mantenere in vita una rete di contatti personali con alcuni degli ultimi demoralizzati socialisti. Il ritorno alla militanza si data 1941-1942 con i primi segnali di cedimento del regime. Il 4 aprile Santi fu arrestato, ma venne presto liberato nel luglio del 1943 dopo la sfiducia del Gran consiglio del fascismo a Mussolini. Dopo il Proclama Badoglio dell'8 settembre 1943 si rifugiò all'estero, a Lugano, dove assunse la direzione della sezione del comitato svizzero del soccorso operaio, occupandosi dell'assistenza ai rifugiati politici e antifascisti. 

### Il ritorno alla democrazia.
Con il ritorno ad un governo democratico Santi lasciò definitivamente l'attività di rappresentante di commercio e si dedicò a tempo pieno al lavoro sindacale e politico. Dopo un brevissimo periodo alla guida del CDL di Milano assunse la carica di segretario del sindacato di categoria dei rappresentanti di commercio della nuova Confederazione generale italiana del lavoro. 
I profondi mutamenti del contesto internazionale si ripercossero inevitabilmente sulla situazione politica italiana. I socialisti non poterono contare sul sostegno politico e finanziario dell'URSS, dall'altro furono coinvolti da un'ennesima lacerante scissione, evento che ne indebolì il peso elettorale, contrattuale e politico. La scissione si concretizzò nel 1947 quando Saragat, presidente della Assemblea Costituente, in disaccordo con la maggioranza del partito abbandonò il congresso del PSIUP e si riunì a Palazzo Barberini dove venne costituito il PSLI, formazione che intese essere erede dell'antica tradizione riformista di Turati e Matteotti. Santi non aderì a questa scissione e con il tempo divenne uno dei più intransigenti critici del nuovo partito. 
La progressiva polarizzazione del clima politico interno internazionale non poté non ripercuotersi anche sulla vita della CGIL dove i contrasti tra le differenti correnti dell'organizzazione si acuirono sempre di più. Il primo congresso della CGIL mostrò quanto erano profonde le divergenze politiche tra le varie anime del sindacato. Santi, concorde con Di Vittorio, si schierò contro la tesi dell'incompatibilità e redisse un emendamento finalizzato all’accrescimento del potere di veto delle minoranze; ritenne che la confederazione in quanto strutturata da tutti i lavoratori italiani non poteva limitarsi alla semplice contrattazione dei rapporti di lavoro bensì, si doveva elaborare e sostenere attivamente una più ambiziosa politica di piano e delle profonde riforme di struttura. 
Sostenne, ancora, che uno stato democratico in quanto espressione della volontà popolare ha il preciso compito di indirizzare e di guidare lo sviluppo economico di un Paese. 
Le elezioni politiche in programma il 18 aprile del ‘48 si svolsero in un clima teso e fortemente influenzato dalle variabili internazionali: la DC e il fronte Popolare che riunisce in un'unica lista PC e PSI. Gli USA sostennero massicciamente la Democrazia Cristiana e con il piano Marshall fornirono aiuti per 176 milioni di dollari; mentre sul fronte interno la DC ebbe come alleato la Chiesa e le differenti organizzazioni ad essa legate. Il fronte Popolare fu fortemente egemonizzato dal PC allora disciplinatamente allineato alle posizioni provenienti dall'Unione Sovietica, situazione che favorì la campagna elettorale democristiana. Nonostante la disfatta Santi venne eletto deputato nel collegio di Parma, Modena, Piacenza e Reggio. L'unità sindacale nonostante gli sforzi del nostro si ruppe ed egli mise in guardia dal pericolo che la CGIL potesse diventare uno strumento del PCI in quanto molto influenzata dal fronte comunista; per scongiurare tale eventualità che condurrebbe alla ghettizzazione e all'isolamento politico dell'organizzazione, il segretario della corrente socialista sostenne che la confederazione doveva essere un organismo libero, unitario, indipendente, democratico, aperto a tutte le correnti politiche, a tutte le fedi religiose, così da evitare una organizzazione di una determinata colorazione politica.

### Gli anni del frontismo.
Successivamente alle elezioni politiche, il PSI convocò a Genova un congresso straordinario nel quale la politica frontista, rappresentata da Nenni e Morandi, fu messa in discussione. Si costituì, quindi, una nuova provvisoria maggioranza centrista che intese dare al partito una linea politica più autonoma da quella del Partito Comunista Italiano; essa sostenne una politica di neutralità tra i blocchi internazionali e negarono all’URSS  il ruolo di Stato guida del proletariato mondiale, dogma alla base della tesi del Cominform. Tuttavia, questa direzione non riuscì a consolidare la propria posizione all’interno del partito. Santi stesso riconobbe le carenze e gli errori commessi dalla direzione centrista, gruppo del quale fu autorevole esponente. La nuova maggioranza guidata da Nenni e Rodolfo Morandi si dedicò con decisione alla "bolscevizzazione" del partito, processo che condusse a un rafforzamento dell'organizzazione e inaugurò una stagione di conformismo e unanimismo politico. A differenza del centralismo democratico le decisioni assunte dal nuovo vertice furono disciplinate dal vertice stesso e seguite dal resto del partito. Il leader sindacalista pur non condividendo alcune delle posizioni politiche del PC fu convinto che, sul piano sociale e sindacale, esistesse una sostanziale omogeneità di interessi tra i due maggiori partiti della sinistra italiana. 
Il periodo che andava dalla rottura dell'unità sindacale e giungeva oltre la metà degli anni Cinquanta era per la confederazione del lavoro momento di notevole difficoltà e debolezza: i cosiddetti anni duri. Le cause di tale debolezza erano da rintracciarsi sia in fattori derivanti dal contesto politico nazionale e internazionale sia da carenze interne alla stessa CGIL. I rapporti interni tra i sindacati, infatti, furono estremamente tesi: era il periodo della guerra fredda sindacale; la CGIL era accusata di essere assoggettata ai voleri del PC e di Mosca, la CISL e la UIL erano bollate come serve dei padroni americani. In questo periodo Santi partecipò attivamente alla stesura del Piano del Lavoro finalizzato a ridurre la disoccupazione e ad ampliare il mercato interno. L'iniziativa sarebbe dovuta essere finanziata attraverso una tassazione fortemente progressiva e tramite il coinvolgimento del risparmio nazionale verso investimenti produttivi. Nel dettaglio si perseguirono alcuni precisi scopi: la nazionalizzazione delle Industrie operanti nel settore elettrico e la costruzione di nuove centrali; l'avvio di un programma di bonifica e di irrigazione dei terreni; la realizzazione di un vasto piano edilizio destinato ad alleviare il problema della carenza di case, scuole e ospedali. Tuttavia tali richieste non trovarono alcun interlocutore. Il clima politico è troppo teso e conflittuale.
Pur criticando apertamente la linea frontista Santi lavorò per ridurre la portata e le conseguenze politiche opponendosi a qualsiasi ipotesi di scioglimento della componente sindacale socialista, cercando di non chiudere del tutto le porte al dialogo con le altre organizzazioni sindacali.
La CGIL fin dal dopoguerra sostenne con ardore la decisione di una contrattazione centralizzata da svolgersi su scala nazionale; con il passare del tempo tale scelta impediva alla confederazione di comprendere e tutelare i bisogni più immediati e diretti dei lavoratori che spesso erano chiamati a impegnarsi in grandi battaglie di principio decise e gestite dai vertici sindacali. Per Santi si stavano scontando gli errori di una scarsissima democrazia sindacale per cui i dirigenti prendevano le decisioni senza il consenso delle masse non interpellate.
In questo periodo la politica frontista fu definitivamente accantonata.

### L'apertura ai cattolici.
Il cambiamento di linea politica del PSI e il progressivo allontanamento del perito comunista fu ribadito due anni più tardi nel corso del trentunesimo congresso, svoltosi a Torino tra il 31 marzo e il 3 aprile del 1955. Le assise erano caratterizzate dal lancio della strategia del dialogo con i cattolici e dal definitivo abbandono della politica frontista degli anni precedenti. Anche la CGIL nel 1955 optò per una drastica revisione della propria strategia. Era necessario per Santi adottare un nuovo disegno sindacale consapevole dei cambiamenti avvenuti nel sistema produttivo, nell'organizzazione del lavoro e che favorisse e valorizzi le vertenze svolte su scala aziendale. La contrattazione aziendale, oltre che essere uno strumento di lotta più efficace e più rispondente alla necessità del tempo, poteva anche costituire il terreno sul quale ricostruire una qualche forma di unità di intenti ed azione con gli altri sindacati. 
Seppur con lentezza le decisioni prese durante il congresso romano consentirono di riprendere i dialoghi con gli altri maggiori sindacati italiani, ponendo così le premesse per il superamento della già citata guerra fredda sindacale costituendo, di fatto,  uno dei fattori della riscossa operaia degli anni 60.
Nel 1956 si consumò la definitiva rottura dell’unità d’azione tra il PSI e il PCI, improvvisamente ciò che era propaganda borghese diventò linea ufficiale del PCUS. Togliatti, dirigente del PC, conscio dell'effetto traumatico e destabilizzante della nuova linea sulla maggior parte dei propri militanti, tentò di minimizzare le conclusioni del congresso moscovita e perseguì un atteggiamento prudente chiedendo, con questa occasione, più autonomia dei singoli movimenti e partiti comunisti e dei rapporti bilaterali tra essi.
Nenni, dal canto suo, decise di portare avanti il processo di sganciamento dal PC e da Mosca affermando che la deriva totalitaria dell’URSS non era attribuibile solo a Stalin ma era insita nella teoria nella pratica leninista e bolscevica stessa. 
Le reazioni di molti dirigenti del PSI sono di diffidenza. Infatti, per loro sono condivisibili l’abbandono della politica frontista e la ritrovata autonomia dal PC, meno condivisibile il riavvicinamento con Saragat  con il quale da sempre i rapporti sono tesi e caratterizzati da insulti e polemiche. Lo stesso Santi è decisamente contrario alla ricomposizione della scissione di Palazzo Barberini ed è contrario, contestualmente, al dispiegarsi della politica alternativa socialista, al dialogo con i cattolici e all’ipotesi di rompere l’unità della CGIL. Più precisamente il leader sindacalista non poteva accettare la proposta di costruire un sindacato socialista nella UIL così da riunire tutti i lavoratori non comunisti; in questo modo questi lavoratori sarebbero rimasti emarginati. Il Partito Socialista subì un'ulteriore spaccatura a causa degli eventi ungheresi e Santi cercò di smussare gli angoli adoperandosi affinché le polemiche sugli eventi ungheresi non si tradussero in un ulteriore fattore di divisione della CGIL e del fronte sindacale. Egli era inoltre concorde con la strategia nenniana favorevole ad accentuare l'autonomia politica delle scelte del Partito Comunista. Forse la prima volta dal dopoguerra, all'interno del partito, cominciarono a strutturarsi delle vere e proprie correnti e la necessità di trovare un punto di equilibrio tra esse portò delegati ad approvare un documento finale di compromesso sostanzialmente ambiguo ed elusivo.

### Il riformismo padano.
Dalla biografia di Santi risultò ben evidente il rapporto del leader sindacalista con il riformismo padano, cioè con la tradizione operaia e bracciantile dell'inizio del secolo che non accettava di isolare gli obiettivi di trasformazione socialista dalla conquista graduale di nuovi rapporti sociali ed una nuova maturità nelle masse. Dalla fine della guerra tutto il discorso sindacale e politico di Santi fu legato all’aggiornamento dei valori democratici e socialisti della tradizione padana nelle nuove condizioni di un capitalismo industrializzato e organizzato.
Ciò che particolarmente lo intrigava era il mantenere l’autonomia operaia pur in un quadro di collaborazione con le forze borghesi; questo lo accompagnò fino allo spegnersi della sua vita quando ragionava con arguzia e profondità sulle proposte del Partito Comunista come partito di governo e analizzava retrospettivamente le condizioni che avevano presieduto alla nascita del centro-sinistra i rapporti di forza fra le classi e le e illusioni che si crearono con la ripetizione di formule verbali di successo.
Egli si richiamò frequentemente al riformismo padano dandogli una connotazione politica ben precisa. Avvertì, infatti, che nelle correnti della sinistra e delle organizzazioni sindacali ci fossero delle gravi carenze e quindi le volle superare attraverso un’attenta riconsiderazione della elaborazione e del metodo del vecchio riformismo padano, respingendo ogni concezione puramente strumentale. Seppe vedere gli elementi permanenti e insostituibili di ogni organizzazione classista che perseguivano fini di trasformazione strutturale della società, in cui il cambiamento del regime dei rapporti sociali di produzione rappresenti la base per creare una civiltà a dimensione umana per mutare in libere scelte quello che ancora sembrava destino. 
Da queste convinzioni, dal dopoguerra, condusse una lotta continua contro le concezioni del partito demiurgico del centralismo democratico o burocratico che provocarono una netta divisione tra chi decide e chi deve eseguire;  volle ricondurre la classe alle sue vere funzioni di dare espressioni e sintesi alle esigenze che maturavano dal basso, di agire come strumento per la loro soddisfazione, di accrescere con la libera discussione e la piena partecipazione, il livello di coscienza sindacale e politica dei lavoratori.
L'apporto di Santi era sostanziale in un'economia capitalistica in ascesa. Rifiutò la prassi delle divisioni operaie che avrebbero facilitato la riuscita del disegno neo capitalistico di integrarla, in tutto o in parte, nel sistema; nel ricondurre alle reali proporzioni di passo graduale l'eventuale partecipazione di esperimenti governativi con forze socialiste, ed anche dirette dai moderati; nel demistificare la versione di un riformismo che copriva la sua natura subalterna con una altisonante fraseologia e col richiamo ad una suggestiva tradizione; e, soprattutto, nell'aprire all'interno del movimento operaio un discorso metodologico, politico e organizzativo al fine di promuovere la ricerca unitaria di una strategia socialista, capace di colmare le attuali lacune e di rappresentare un'alternativa al capitalismo nei paesi industrialmente avanzati. 
In sua memoria il PSI creò l'Istituto Fernando Santi, che si occupò soprattutto dei problemi degli emigranti. Organo ufficiale dell'istituto fu, dal 1968 al 1993, la rivista “Avanti Europa” editata a Parigi, che porta come sottotitolo "Mensile dell'Emigrazione Italiana", cui collaborarono vari dirigenti del PSI all'estero.

## Bibliografia

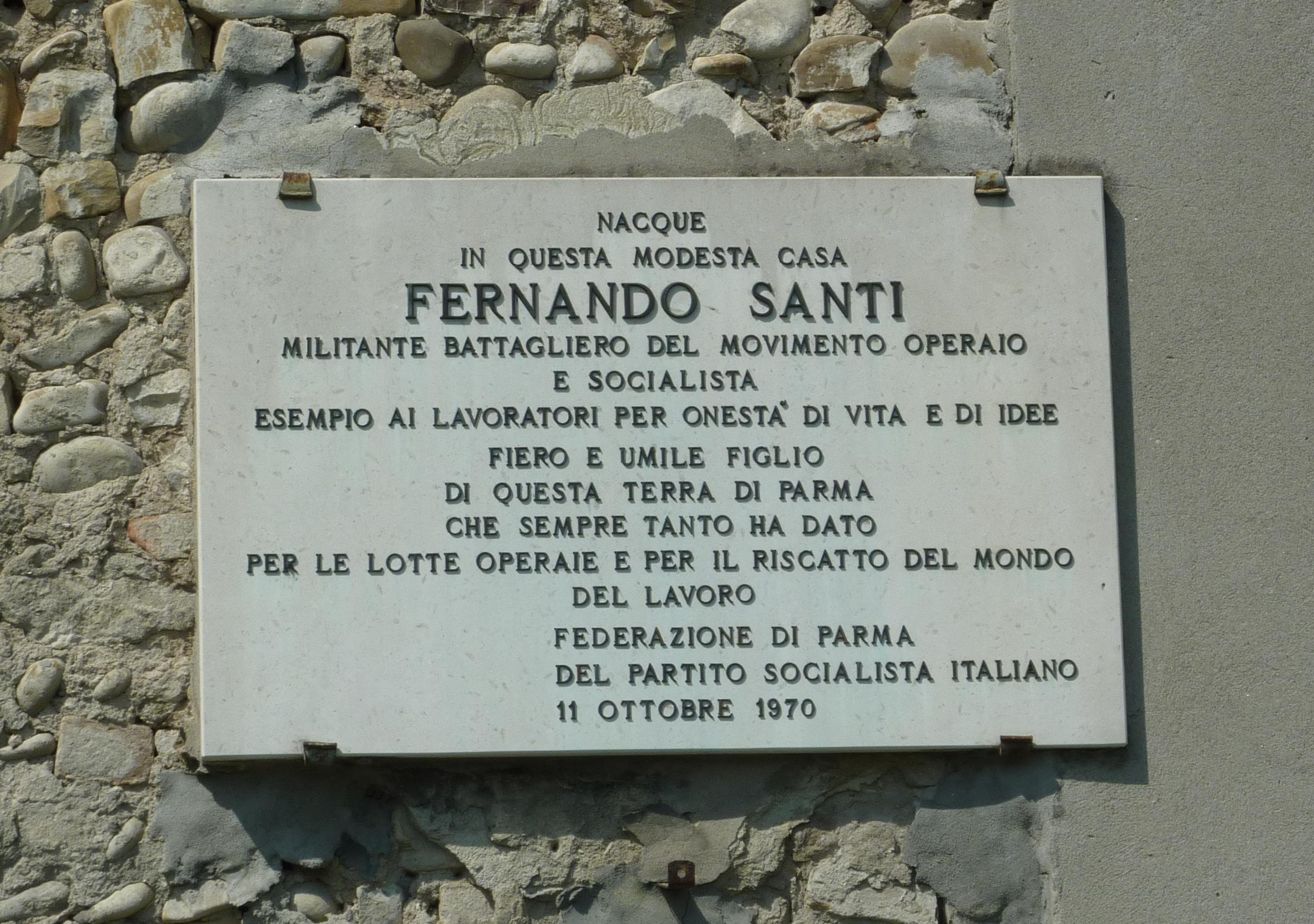
Targa sulla casa natale di Fernando Santi.